# Glorieta de Doña Sol (Sevilla)

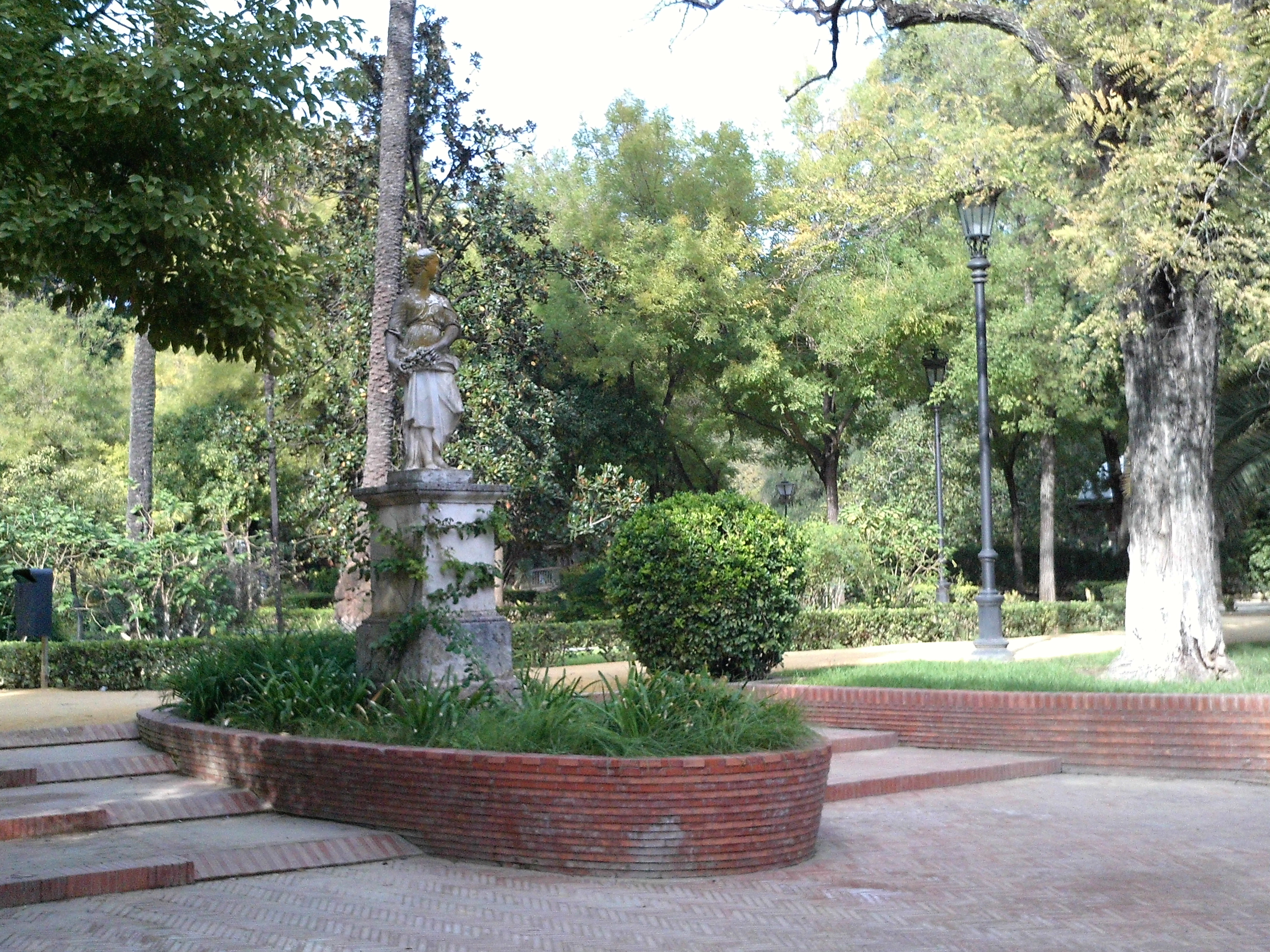
Una de las dos estatuas de la glorieta.

La glorieta de Doña Sol se encuentra en el parque de María Luisa, Sevilla, Andalucía, España. El nombre se puso en homenaje a doña Eugenia Sol María del Pilar Fitz-James Stuart y Falcó, duquesa de Santoña, por su gran vinculación con la ciudad.

## Historia y características
Antiguamente en esta zona había un corral donde se apacentaban ciervos y jabalíes. La glorieta es obra del arquitecto Luis Gómez Estern. Fue inaugurada el 22 de abril de 1959. Está decorada con arriates que albergan setos, rosales y arbolado. La glorieta se encuentra deprimida con respecto al resto del entorno, y se accede a ella mediante rampas y escaleras.
Cuenta con dos estatuas de mujeres, una a cada lado. Estas estatuas estaban en los jardines del palacio de San Telmo.